# 쉬광춘
쉬광춘(중국어: 徐光春, 병음: Xú Guāngchūn, 1944년 11월 ~ 2022년 10월 21일)은 중화인민공화국의 정치인이다. 허난성의 중국 공산당 당위원회 서기를 역임했다.

## 생애
저장성 사오싱시 출신으로 중국인민대학 신문학과를 졸업했다. 1973년 중국 공산당에 입당하여 중공 제15기 중앙기율검사위원회 위원과 제16기, 17기 중앙위원을 역임했다. 현재 제11기 전국인민대표대회 재무 및 경제위원회 부위원장으로 있다. 오랫동안 중국공산당 선전국에서 일했으며 중앙선전부 부부장과 국가광파전영전시총국 국장, 허난성 당 위원회 서기 등을 지냈다.